# 8735 Josioszakai
A 8735 Josioszakai (ideiglenes jelöléssel: 1997 AA1) kisbolygó a Naprendszerben. Kobajasi Takao fedezte fel 1997. január 2-án.